# The Sisters of Mercy
The Sisters Of Mercy (МФА: [ˈsɪstəz ɒv ˈmɜːsi], укр. Сестри милосердя) — британський рок-гурт, що з'явився з англійської пост-панк-сцени в 1980—1981 рр. Отримавши відомість в андеграунді, гурт в середині 1980-х рр зміг досягти комерційного успіху, який супроводив його до початку 1990-х. Відтоді The Sisters of Mercy практично припинили студійну роботу і займається тільки гастрольною діяльністю.
Гурт випустив три студійні альбоми, останній з яких — Vision Thing — з'явився в 1990 році. Усі три альбоми були записані різними складами, незмінними учасниками гурту залишалися лише вокаліст і лідер колективу Ендрю Елдріч і драм-машина Доктор Аваланч (англ. Doktor Avalanche). Гурт також видав збірку Some Girls Wander by Mistake, куди увійшли усі ранні сингли колективу, окрім пісні «Body & Soul», виданої в компіляції найкращих творів A Slight Case of Overbombing.
The Sisters Of Mercy припинив студійну роботу в 1994 року, коли Елдріч вступив в конфлікт з компанією звукозапису. І хоча інцидент був вичерпаний в 1997 році у зв'язку з витіканням дії контракту, група не стала підписуватися на новий лейбл і випускати новий матеріал. Єдиною формою демонстрації нових пісень відтоді є живі виступи.
The Sisters of Mercy фактично завжди був гуртом однієї людини — Ендрю Елдріча, усі інші учасники, що виражали незгоду з його лідерством (чи з яких-небудь інших причин), були вимушені покинути колектив. Нинішній склад існує з 2006 року.
Попри те, що Елдріч заперечує причетність групи до готичної субкультури, The Sisters of Mercy розглядаються як колектив, що зробив сильний вплив на становлення жанру готик-року і його подальший розвиток.

## Назва гурту
Назва гурту The Sisters of Mercy походить з однойменної пісні канадського співака Леонарда Коена, творчість якого справила значний вплив на Ендрю Елдріча. Це також назва медичних сестер, які рятували поранених під час війни, в переносному ж значенні термін поширений для позначення повій. Пісня Коена звучить у фільмі Роберта Олтмена «Маккейб та місіс Міллер» (він же «Бордель») (англ. «McCabe And Mrs Miller») в епізоді, коли героїня Джулі Крісті веде по місту декількох повій. за твердженням Елдріча, саме цю назву було вибрано для групи, оскільки в рок-н-ролі догма та проституція точно так само йдуть рука об руку.

## Історія гурту

### Заснування. Перші релізи
Спочатку The Sisters Of Mercy являли собою дует гітариста Марка Пірмена (англ. Mark Pearman) (більш відомого під псевдонімом Гарі Маркс) та барабанщика Ендрю Тейлора (англ. Andrew William Harvey Taylor), пізніше взяв псевдонім Ендрю Елдріч. Їхнє знайомство відбулося на ґрунті спільного проведення часу в одному з панк-клубів в Лідсі (F-Club), де дівчина Елдріча була ді-джеєм. Ідея створення групи і її назви цілком виходила від Маркса, який, за висловом Елдріча, спочатку всього-лише хотів почути себе на радіо. для видання майбутнього синглу група організувала власний лейбл Merciful Release (що відповідало панківській ідеології самвидаву); жодного разу не виступивши, The Sisters of Mercy вже розпродавали футболки зі своїм логотипом. Перший сингл отримав назву «The Damage Done». Елдріч грав на ударних та співав у пісні «The Damage Done», Маркс зіграв басову партію на шестиструнной гітарі та заспівав на двох інших треках: «Watch» і «Home of the Hitmen». Попри те, що запис виявився жахливо спродюсований, він користувався широкою популярністю, багато в чому завдяки своїй «вогкості» та обмеженому тиражу. За словами Тейлора, цей запис «ще тоді було важко дістати, але ще важче — слухати». Сингл був програний на радіо-шоу Джона Піла, і таким чином прагнення музикантів почути самих себе на радіо було задоволено. Лейбл Merciful Release незабаром став асоціюватися з логотипом групи — людиною в контурі зірки. Одне з тлумачень символу — це відображення спроби людини зрозуміти самого себе, пройшовши через суспільство, його мораль та логіку. Тому на тонких лініях особи видно залишки плоті, як символ того, що суспільство не відпускає від себе. Колектив міг розпастися одразу ж після виходу першої платівки, але Маркс та Елдріч вирішили продовжити спільну творчість, запросивши в групу бас-гітариста Крейга Адамса (англ. Craig Adams). З огляду на те, що групі бракувало вокаліста, а ударником Елдріч був дуже посереднім, то він «за замовчуванням» зайняв місце вокаліста, віддавши роль барабанщика придбаній драм-машині, яка отримала ім'я Доктор Аваланч (англ. Doktor Avalanche). Перевантажений бас Адамса та драм-машина стали основою оригінального звучання групи.
Оновлений склад тепер міг давати виступи, і 16 лютого 1981 року The Sisters of Mercy відіграла свій перший концерт. Разом з піснями з виданого синглу та кількома новими композиціями група, демонструючи справлений на неї вплив, виконала кавер-версії пісень The Velvet Underground («Sister Ray») та Леонарда Коена («Teachers»). Весь поточний рік і початок наступного група провела в випадкових виступах. Водночас була записана демо-касета для залучення промоутерів, яка складалася з 4 пісень («Floorshow», «Lights», «Adrenochrome» та «Teachers»).
До кінця року склад учасників групи поповнився ще одним гітаристом — Беном Ганном (уроджений Метьюс (англ. Matthews) — Бен Ганн — персонаж повісті Стівенсона «Острів скарбів»). Незабаром після цього вийшов друг йсинглу Body Electric/Adrenochrome», який удостоївся статусу «синглу тижня» в журналі «Melody Maker». Сингл був виданий на CNT Records, а не на власному лейблі через фінансові проблем в групі. Подальші сингли з таким же успіхом потрапляли в незалежні чарти та займали в них високі позиції.
Концертні виступи групи, крім власних пісень, включали кавер-версії на такі пісні як «Sister Ray» (The Velvet Underground), «Ghost Rider» (Suicide) та «Louie Louie» (Річард Беррі), але тільки три з них «1969» (The Stooges), «Gimme Shelter» The Rolling Stones та «Emma» (Hot Chocolate) були в кінцевому рахунку записані та видані групою (тільки як бі-сайди).
The Sisters of Mercy стала набувати значущість у місцевих музичних колах, а Merciful Release почав випускати записи інших маловідомих груп. У Лідсі в той час формувалася своя власна сцена, яка об'єднала музикантів, вкрай розчарованих в музичній моді і неоконсервативній політиці британського уряду. Характерною рисою груп, що становили цю сцену, крім незалежного духу, були переважно чорний одяг з різнокольоровими сорочками в стилі семидесятих років. Подальші асоціації цієї сцени з такими групами, як Siouxsie and the Banshees, Bauhaus, The Birthday Party привели до спрощеної думки, що The Sisters of Mercy також виконує готичний рок.
В 1982—1983 рр. група дала кілька вдалих концертів, виступаючи на підтримку The Clash, The Psychedelic Furs та The Birthday Party. Приблизно в той же час намітилися перші розбіжності в первісному тандемі Елдріча/Маркса, викликані особистими уподобаннями учасників: гітарист більше захоплювався концертною діяльністю, де міг розвивати звучання групи, вокаліст ж вважав за найкраще працювати в студії, де міг диктувати власне бачення музичного стилю. Водночас The Sisters of Mercy випускала вдалі сингли, поступово розширювала свій репертуар, включаючи повільні, але не менш «загрозливі» пісні. Група поступово набувала дедалі більше прихильників, що тягло за собою необхідність розвиватися далі, а значить — підписати контракт з якоюсь компанією звукозапису.

### ЕраFirst And Last And Always
Зміни відбулися в 1984 році, коли гурт покинув Бен Ганн. На його місце був узятий без жодного прослуховування Вейн Хассі (англ. Wayne Hussey) (до цього гітарист Dead or Alive), дебют якого відбувся на синглі «Body and Soul». Його похмурі рифи, що дзижчать, але водночас танцювальні мелодії повернули гурт до більш доступного напрямку, але разом з тим тексти Елдріча втратили свою соціальну гостроту, знизилася енергійність виконання. У червні 1984 року гурт вперше прорвався в національні чарти з синглом «Body and Soul», який зайняв 46 позицію (в топ 40 потрапили і два наступні сингли «Walk Away» і «No Time to Cry»). Незабаром був укладений контракт з мейджор-лейблом WEA Records, що не вдавалося протягом 4 попередніх років, попри широку популярність гурту. Водночас The Sisters of Mercy продовжували напружену роботу в студії. Влітку 1984 року Елдріч втратив свідомість у студії. Офіційною причиною називалася фізична виснаженість, але загальновідомо було, що весь гурт вживав у необмеженій кількості амфетаміни та спиртні напої. І хоча колектив провів успішний Black October tour і дав кілька виступів на підтримку виданого альбому, згубний спосіб життя знизить працездатність The Sisters of Mercy в наступні роки.
У серпні 1984 року гурт разом з продюсером Дейвом Алленом вирушив до студії для роботи над першим альбомом, а в жовтні вони провели турне Black October tour із заїздом в Голландію та вподобану Элдрічем Західну Німеччину. До кінця року альбом, що отримав назву First And Last And Always, був практично закінчений, і в березні 1985 року The Sisters of Mercy оголосили про початок нового турне Tune In, Turn On, Burn Out по 17-ти містах Великої Британії, приуроченого до вступу альбому в продаж. «First And Last And Always» виявився в британському Топ 20, а супутнє турне пройшло дуже успішно. Однак зовнішній успіх приховував внутрішні розбіжності: з його приходом ситуація в гурті загострилася: через суперечки Елдріча, що прагнув до одноосібного лідерства, і не менш амбітного Хассі запис альбому проходив у напруженій атмосфері. Незабаром було оголошено про вихід із гурту Маркса, що залишив гурт посеред туру після концерту в Брайтоні, який завершував британську частину турне. Європейську та американську частину турне The Sisters of Mercy провели в складі з трьох учасників. Вихід Маркса не тільки позбавив живе втілення музики значної частки енергії та виразності, але позначився і на взаєминах всередині гурту: більшість концертів проходило нервово та посередньо, чимраз більше розчаровуючи і публіку, і самих музикантів. Тому не дивно, що коли стало відомо про єдиний майбутній концерт 18 червня 1985 року в престижному лондонському залі Альберт-холл, швидко поширився слух, що цей виступ буде останнім. Шанувальники гурту прибули в Лондон задовго до концерту, в очікуванні прощального виступу вони ночували у спальних мішках прямо на вулиці перед дверима зали. Виступ було відображено на плівку та згодом видано під назвою «Wake». Завершуючи концерт, Елдріч попрощався з шанувальниками словами «Thank You… and Goodbye» (англ. «Спасибі і... прощайте») замість звичайного «Goodnight!» (англ. «Доброї ночі»). Чутки про останній виступ частково виправдалися — наступний концерт гурту буде відіграно тільки через 5 років.

### Розкол
В той час, як бажання продовжувати роботу залишалося, обстановка в Лідсі здавалася Елдрічу нестерпною: його постійно діставали в клубах (останнє турне він проводив зі зламаними ребрами), ходити по місту він став тільки сховавши в рукаві залізний брусок. необхідність змінити обстановку привела Елдріча в Гамбург, де він і став знімати квартиру в Ріпербанн (Reeperbahn), відомому «районі червоних ліхтарів». Влітку 1985 року The Sisters of Mercy все ще діяли як гурт. Колектив переїхав слідом за своїм лідером з намірами записати новий альбом, що отримав попередню назву «Left on a Mission and Revenge». Вейн Хассі захотів цього разу виступити автором тексту пісень, але написані ним слова були настільки гнітючими, що неминуче стався новий конфлікт. В результаті групу покинув Адамс, а наступного дня — Хассі. І якщо спочатку розкол групи був «дружнім» (за висловом самого Елдріча), то наступні події надали негативний відтінок цій події: Хассі та Адамс, об'єднавши зусилля, створили групу The Sisterhood. Торгівля ім'ям групи з боку двох учасників, які її добровільно покинули, не знайшла розуміння у Елдріча, який до того ж залишився єдиним боржником WEA. Більш того, на виступах своєї нової групи Хассі відпускав зі сцени критичні висловлювання в сторону Елдріча, що також не могло знайти підтримки в давніх прихильників The Sisters of Mercy. Тейлор зробив відповідний хід, швидко зібравши під такою ж назвою (The Sisterhood) новий склад з гітаристом Джеймсом Реєм, колишньою басисткою Gun Club Патріцією Моррісон, клавішником Аланом Вега (Suicide) та ударником Лукасом Фоксом (ex-Motörhead). Цей колектив (Елдріч виступав як продюсер, але безпосередньо в записі участі не брав) випустив один-єдиний альбом «Gift» (1986), що змусило Хассі. який не мав записів з новим колективом, перейменувати групу в The Mission.

### ЕраFloodland

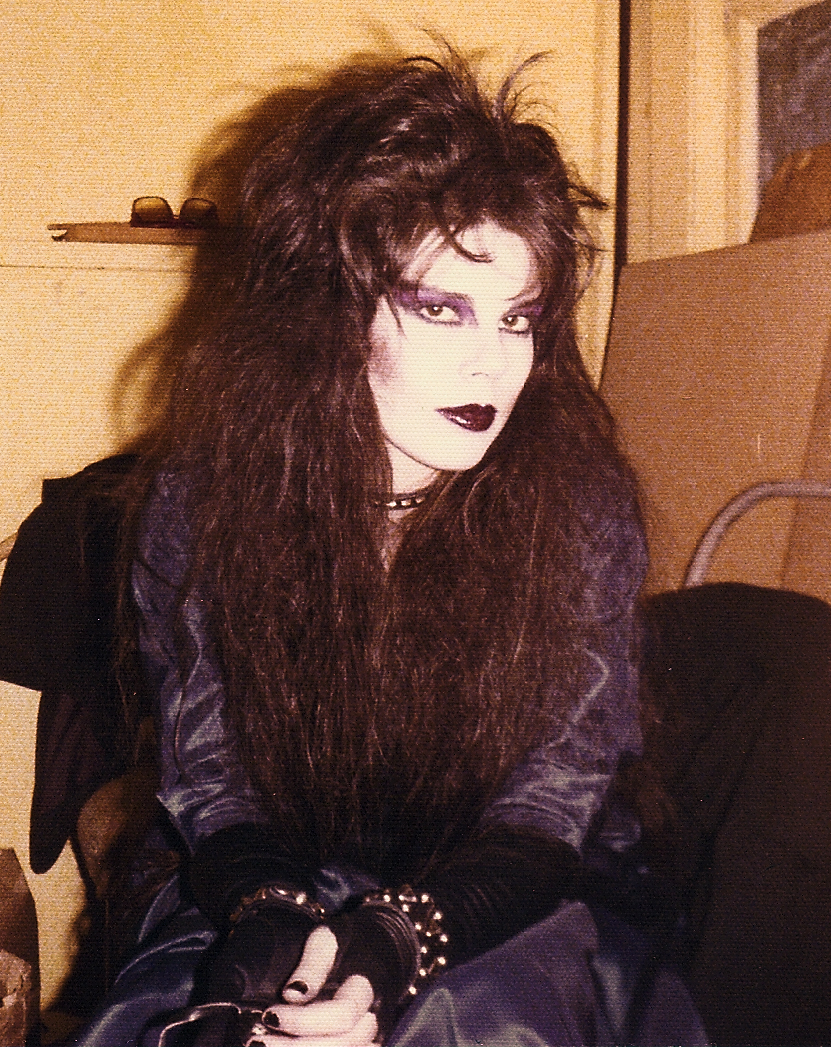
Патріція Моррісон

Елдріч залишався в Гамбурзі, де вже записав сингл «This corrosion» з вокалом Алана Веги. Достеменно невідомо, що змусило його поміняти його плани, але вже восени 1987 року The Sisters of Mercy відродилися, цього разу включаючи лише Елдріча та Патріцію Моррісон. В тому ж році вийшов альбом «Floodland», який виявився самою успішною роботою групи. Тут Ендрю з'єднав апокаліптичну тематику своїх ранніх пісень з проблемами взаємин. Чимало інтересу виходу альбому надавали як взаємини Елдріча та Моррісон, так і текст «This corrosion», в якій лідер The Sisters of Mercy двозначно натякав на розрив з Хассі та всім колишнім складом групи.
Запис альбому, за традицією, не обійшовся без конфлікту, й незабаром Патріція Моррісон покинула групу. Якщо за часів «Floodland» її виставляли співавтором та ключовою фігурою, то тепер колишній менеджер групи Бойд Стімсон говорить, що «її роль була скоріше декоративною, ніж творчою, хоча імідж та аура, які створювала вона і їх інтригуючі взаємини з Елдрічем, таки мали чимало значення ». Однак відхід Патриції став не єдиною проблемою, що супроводжувала успіх «Floodland». Елдріч відмовлявся проводити гастролі в підтримку альбому, замість цього він зволів зняти екстравагантні кліпи на пісні «Dominion», «Lucretia My Reflection», «1959» і «This Corossion». До моменту виходу наступного альбому місце бас-гітариста після відходу Патриції зайняв Тоні Джеймс (англ. Tony James) (екс-Generation X, екс-Sigue Sigue Sputnik), до групи приєднався маловідомий гамбурзький гітарист Андреас Брун (англ. Andreas Bruhn), незабаром заміщений Тімом Брічено (англ. Tim Bricheno), високо цінуємим гітаристом, який до цього домігся успіху з All About Eve і відіграв кілька виступів з The Mission.

### ЕраVision Thing
Новим складом в 1990-м The Sisters of Mercy випустили «Vision Thing» — сильно недооцінений альбом, через заплутану, наповненою політичними алюзіями та метафорами лірику Елдріча. На даній роботі група відійшла від будь-яких асоціацій з готикою та представила вісім попросту рок-н-рольних пісень.
В підтримку нового альбому в 1990—1991 роках група провела світове турне. 1991 року було організовано турне разом з хіп-хоп-групою Public Enemy по містах США. Побоюючись сутичок між білими шанувальниками The Sisters of Mercy та чорношкірою аудиторією Public Enemy, власті деяких міст заборонили виступи, тому тур закінчився завчасно. Наприкінці 1991 року Тоні Джеймс покинув групу заради початку своєї сольної кар'єри — обов'язки басиста були покладені на Доктора Аваланча.
Фіаско американського туру лише погіршило і без того напружені відносини між Елдрічем та новою компанією звукозапису групи EastWest, відгалуження WEA (група підписала з ними контракт 1989 року через реорганізацію WEA). Конфлікт з WEA привів до закінчення дистриб'юції продукції групи в США. Таким чином, всі наступні після 1991—1992 років видання The Sisters of Mercy ввозилися в країну лише як імпорт.
На вимогу компанії звукозапису група перевидала сингл «Temple of Love» у новій версії з бек-вокалом Офри Хази, і в тому ж 1992 році видала здебільшого ретроспективний збірник ранніх синглів Some Girls Wander by Mistake. Диск посів 5-е місце в національних чартах, а сингл «Temple of Love (1992)», записаний з Офрою Хазою, виявився на 3-й позиції. В кінці року Тім Брінчено покинув колектив, 1993 року його місце зайняв Адам Пірсон.
Пірсон був єдиним гітаристом, який взяв участь у записі останнього синглу «Under the Gun», який також включав бек-вокал Террі Нан (англ. Terri Nunn). Сингл був записаний для просування популярності збірки найкращих пісень групи A Slight Case of Overbombing (1993 рік). Цей реліз є последенего комерційною роботою групи.

### Концертна діяльність
|            |             |              |
| Кріс Шихан | Адам Пірсон | Ендрю Елдріч |

в 1996 році група була реінкарнувана для кількох виступів на підтримку Sex Pistols. Адреас Брун був замінений Крісом Шиханом (англ. Chris Sheehan) та Майком Варьяком (англ. Mike Varjak).
Контракт з EastWest підійшов до кінця 1997 року після того, як компанія погодилася прийняти записаний під ім'ям SSV техно-альбом Go Figure, запропонований Елдрічем замість двох альбомів, які Sisters of Mercy повинні були записати згідно з контрактними зобов'язаннями. Компанія погодилася прийняти матеріал (одноманітне техно з невиразним бурмотінням Елдріча), навіть не прослухавши його попередньо. Запис ніколи офіційно не видавалася і поширюється тільки у формі піратських mp-3. Після цього колектив відмовився від підписання нового контракту та навіть від видання на незалежних лейблах.
З 1996 року The Sisters of Mercy щорічно проводять концертні тури (за винятком 2004 року), представляючи на виступах здебільшого новий матеріал, а також найстаріші композиції. З чуток, новий, четвертий, альбом не швидкими темпами, але готується до видання.
У жовтні 2006 року, Side-Line Music Magazine повідомив, що група веде переговори з дочірньою компанією Universal W14 Music. З підписанням контракту або без нього, три альбоми Sisters Of Mercy були перевидані 3 листопада 2006 року в Європі (і 30 жовтня в США) на Wea International: «First and Last and Always» (1985), «Floodland» (1987) та «Vision Thing» (1990). Всі три альбоми містять бонус-треки.
|            |               |              |
| Бен Крісто | Кріс Каталіст | Ендрю Елдріч |